# Otto Kneitinger

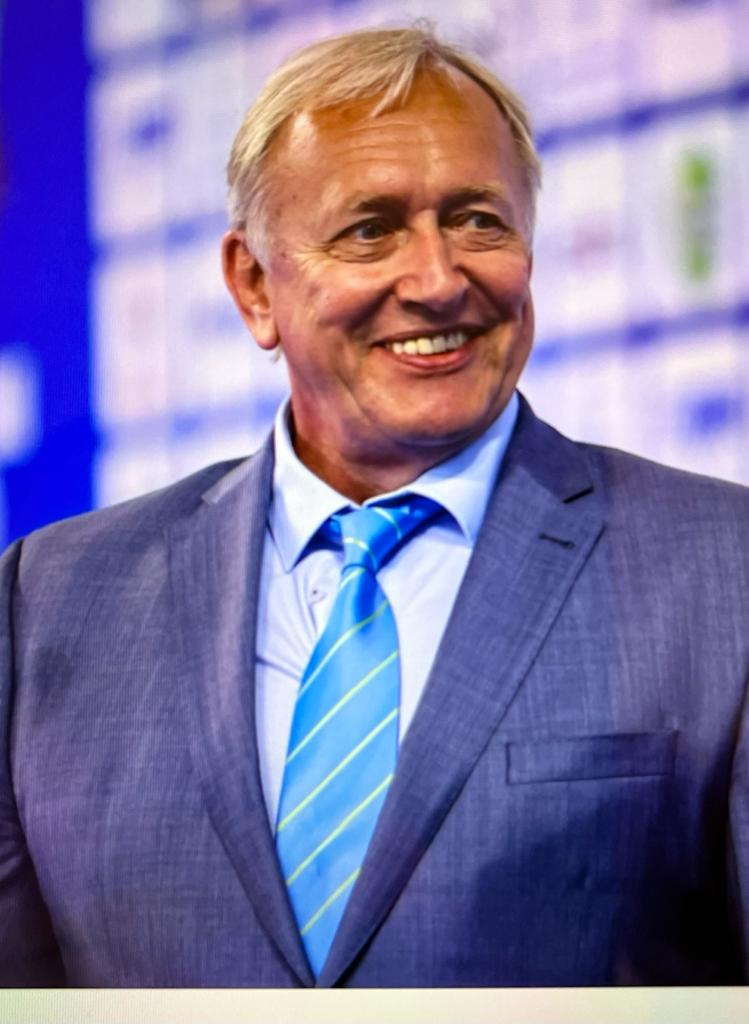
Otto Kneitinger (2022)

Otto Kneitinger (* 18. Oktober 1954 in Abensberg) ist ein deutscher Unternehmer und Sportfunktionär im Judo. Zudem war er in der kommunalen Politik als Stadtrat (CSU) aktiv.

## Leben
Nachdem Besuch der Volksschule in Abensberg absolvierte er die mittlere Reife in der Realschule des Klosters Plankstetten. Nach einer Lehre als Konditor in München, dem Militärdienst bei der Luftwaffe in Rottenburg und absolvierter Meisterprüfung als Konditor, übernahm er 1982 das Konditorei Cafe Kneitinger in Abensberg. Otto Kneitinger ist seit 1979 verheiratet mit seiner Frau Luise, geborene Ostermeier und hat drei Söhne, Sebastian, Andreas und Stefan. Er baute das Altstadthotel Kneitinger in Abensberg 1997. Bis 2016 vertrieb er Produkte der Firma Adidas in 11 Ländern Europas. 2015 wurde das zweite Altstadthotel Kneitinger in Abensberg eröffnet. Die Firma Ippon-Shop, Fachhandel für Kampfsportprodukte, gründete er im Jahr 2001.
2018 gründete Kneitinger mit drei befreundeten Gesellschaftern die Firma Hope Tree International, welche von der Bundesrepublik Deutschland als Projekt zur Vermeidung von Fluchtgründen im Senegal begleitet wird. Zum Abschluss seiner beruflichen Laufbahn errichtete er von 2019 bis 2020 im Zentrum von Abensberg auf dem Hintermeieranwesen eine Wohnanlage mit 18 Einheiten, im Baustil angepasst an die historische Altstadt seiner Heimatstadt Abensberg. Im Jahr 2020 ging er in den beruflichen Ruhestand und übergab die Geschäfte an zwei seiner Söhne.

## Sportfunktionär
Sein größtes Hobby war der Judosport, welchen er mit 14 Jahren beim TSV Abensberg begann. Als aktiver Sportler war er erfolgreicher Kämpfer und 10 Jahre aktives Mitglieder der Bundesligamannschaft seines Heimatvereines. Mit der Übernahme des elterlichen Geschäftes beendete er seine sportliche Laufbahn und unterstützte den Gründer der Judoabteilung Kurt Hinz als Kindertrainer und stellvertretender Abteilungsleiter von 1980 bis 1987. Ende 1987 übernahm er das Amt als Abteilungsleiter, welches er bis Ende 2016 innehatte. In dieser Zeit formte er die Judoabteilung zu einem der erfolgreichsten Judovereine in Europa, was sich mit 20 Deutschen Meisterschaften in der Bundesliga und sieben Titeln in der Judo-Championsleague niederschlug. In dieser Zeit holte Ole Bischof je eine Gold- und Silbermedaille bei den Olympischen Spielen, Michael Jurack die Bronzemedaille, ebenso wie Andreas Tölzer und Dimitri Peters, welche mit Bronze von den Olympischen Spielen nach Hause kehrten. Welt- und Europameister waren für den TSV Abensberg regelmäßig auf der Matte.
Kneitinger vertrat 16 Jahre lang als Bundesligareferent im Vorstand des Deutschen Judo-Bundes alle deutschen Spitzenvereine. Der spätere Weltpräsident Marius Vizer holte ihn im Jahr 2000 als Vizepräsident zur Europäischen Judounion. 2012 schied er aus dem Amt aus und wurde zum Ehrenvizepräsidenten ernannt.
Im Jahr 2020 bat ihn Europas Präsident Sergey Soloveitchik noch einmal um Übernahme des Amtes als Vizepräsident Europäische Judo-Union, was im Dezember des gleichen Jahres vom Kongress bestätigt wurde. Im Februar 2022 wurde er nach dem russischen Überfall auf die Ukraine und dem Rücktritt des amtierenden Präsidenten Sergey Soloveychik kommissarisch zum Europäischen Präsidenten gewählt. Nach 6 Monaten Übergangszeit übergab er das Amt an László Toth und setzte als Senior Vicepresident seine ursprüngliche Position fort.
Im September 2024 erklärte er den Verzicht auf eine erneute Kandidatur für die Periode 2025–2028. Mit 70 Jahren beendet er im November 2024, beim Kongress in Budapest auf eigenen Wunsch seine Aktivität im Judosport auf internationaler Ebene.
Um dem Judosport in seiner Heimatstadt ein professionelles Umfeld zu ermöglichen, gründete er im Laufe der Jahre den Judoförderverein, das Judo-Leistungs Internat e.V., sowie die Abensberger Sport Werbe GmbH. Der Bau des Judozentrums, die „Josef Stanglmeier Halle“ war durch seine Initiative mit der Josef Stanglmeier Stiftung entstanden und war die Grundlage für einen professionellen Trainingsbetrieb in Abensberg.

## Politischer Werdegang
Mit 17 Jahren wurde Kneitinger Stellvertretender Vorsitzender der Jungen Union in Abensberg. Danach kehrte er der Politik den Rücken und konzentrierte sich ausschließlich auf Beruf und Sport.
Als Quereinsteiger kam er auf Wunsch von Bürgermeister Uwe Brandl zurück und kandidierte im Alter von 54 Jahren für den Stadtrat von Abensberg und war dann von 2008 bis 2020 als Stadtrat tätig. Er fungierte zwölf Jahre als Sportreferent, im Bauausschuss und im Hauptverwaltungsausschuss.

## Auszeichnungen
- 2002 Sportpreis des Bayerischen Ministerpräsidenten[12]
- 2008 Ehrenamtsmedaille des Freistaates Bayern
- 2009 Ehrenpräsident der Judoabteilung des TSV Abensberg
- 2012 Ehrenvizepräsident Europäische Judo-Union
- 2013 Ehrenmitglied TSV Abensberg
- 2018 Ehrenpreis der Mittelbayerischen Zeitung – Lebenswerk[13]
- 2020 Goldener Ehrenring der Stadt Abensberg
- 2024 Verleihung 6. Dangrad durch Internationale Judofederation[14]
- 2024 Order of Merit Europäische Judounion[15]